# Mario de las Casas
Mario de las Casas (31 de gener de 1905 - 10 d'octubre de 2002) fou un futbolista peruà.

## Selecció del Perú
Va formar part de l'equip peruà a la Copa del Món de 1930. També participarà en el Campionat sud-americà de 1929 i 1935.